# Danubium
A Danubium, a dunai élménypont 2023 őszétől várja a Karva településre látogató vendégeket. A látogatóközpont célja, hogy a térség öko- és aktív turisztikai központjává váljék, ahol a látogatók az egész térségről megfelelő információt kaphatnak, összeállíthatják a saját bakancslistájukat, amihez a látogatóközpont szükség esetén túra- és / vagy idegenvezetőt, a kenutúrákhoz szakvezetőt, más esetben audioguide-ot vagy térképet is biztosítani tud, egyben lehetőséget kínál arra, hogy a környék látnivalóinak a jegyei megvásárolhatóak legyenek.

## Az épület története
A mai látogatóközpont helyén 1707-ig a Nedeckyek családi kúriája állt, ami a szabadságharc idején lerombolásra került. A 18. században ennek helyére Gyulay Ferenc, Karva földesura egy kúriát épített, amelyet később megintcsak lebontottak és a század végén Kondé József Benedek egy földszintes kúriát épített. A 20. század elején ez az épület került bővítésre egy új szárnnyal.
Kondé a kúria körül dísznövény keret alakított ki, egzotikus növényekkel - jelenleg azonban ennek már semmi nyoma nincs. 

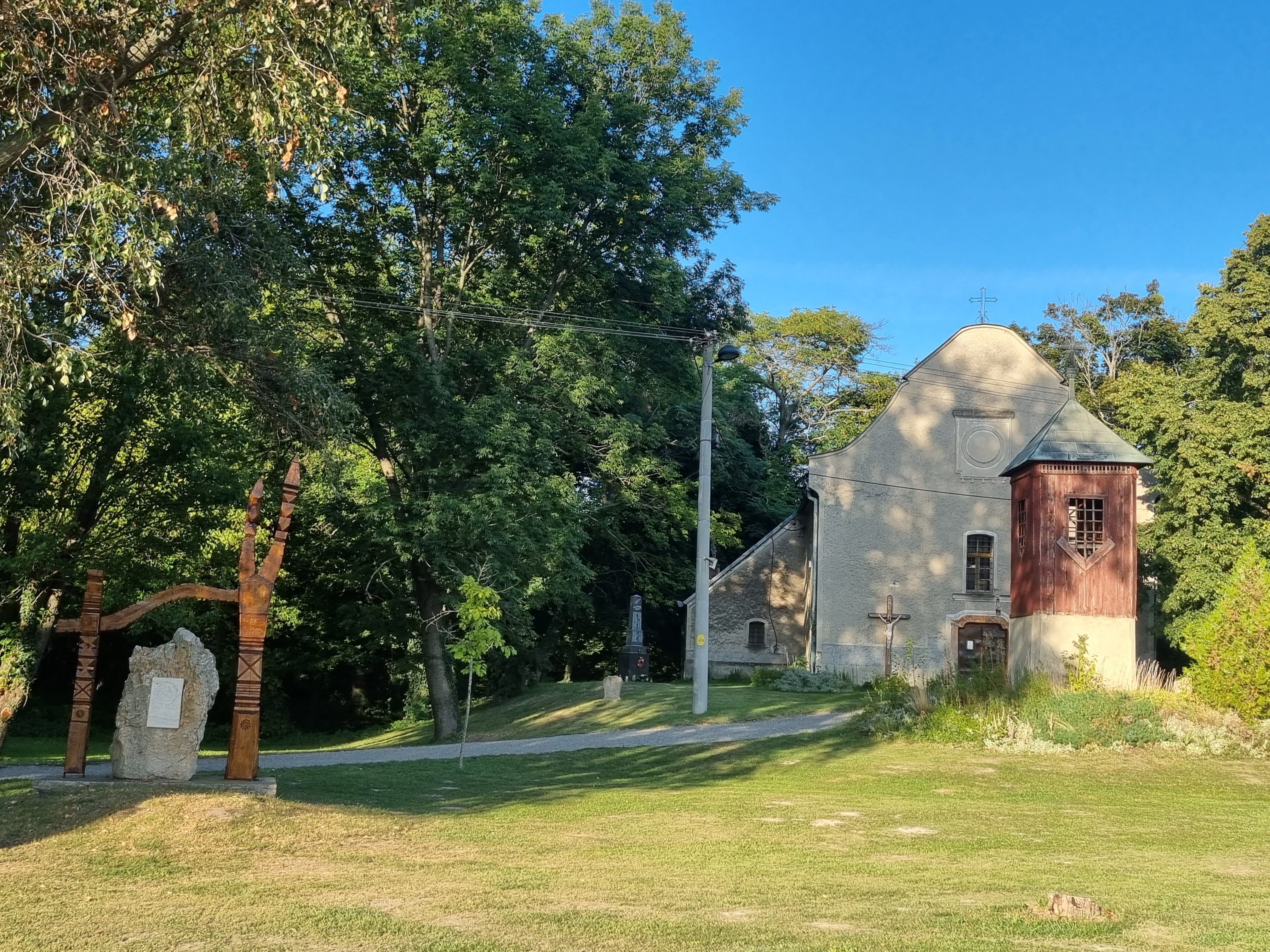
Karva Árpád-kori temploma

## Látnivalók a Danubium környékén
A Danubium Látogatóközpont szomszédságában található az 1230-as években épült karvai római katolikus templom, amely a térség egyetlen Árpád-kori temploma, amely önálló programként tud bekerülni a Karvára látogatók programjába, de az épülettől nem messze található a Lourdes-i kápolna is. 
Közvetlenül a Duna mentén fut a Duna korzó, amely a gyalogosok és kerékpárosok kedvenc helye is. Nem messze a látogatóközponttól pihenőpadokon lehet élvezni a “Duna mozit”, a folyó látványát. 
Közvetlenül a látogatóközpont szomszédságában szabadtéri rendezvényhelyszín várja a vendégeket. 
A látogatóközponttól alig 200 méternyire található a Karvai Kilátó, a Danubium épületét is tervező Smidt Tamás tervező munkája, ahonnan páratlan panorámában lehet része a kirándulóknak, mellette pedig egy falatozó, ahol helyi finomságokat lehet kapni. 
A falut a kastélyok falujának is nevezik, mivel a 19-20. században számos kúria és kastély épült a településen, azonban ezek jelenleg egyéni vendégek számára nem látogathatóak, emellett kiemelkedő értéket képeznek a falu köztéri egyházi értékei is (pl. Nepomuki Szent János szobor). 
A település vendégforgalma évről évre nő, amelyet segít az EUROVELO6 kerékpárút, valamint a karvai komp is - amely azonban az elmúlt években nem működött a COVID miatt. 
A település a Dunamente OOCR része, a desztinációmenedzsment szervezet révén bőgőshajó túrák igénylésére is lehetőség van. 

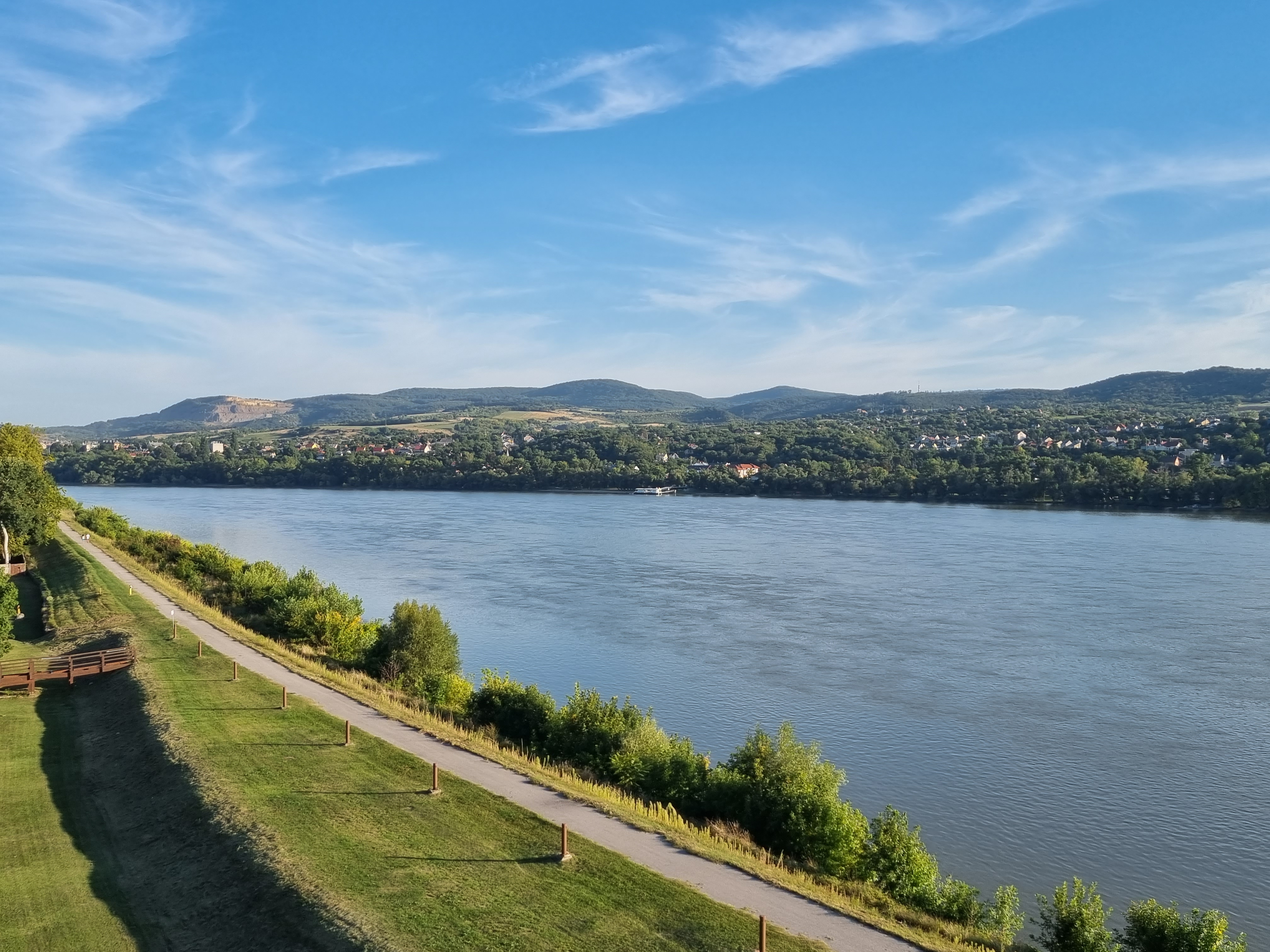
A Duna látványa Karvánál

## Funkciók
- környezeti nevelési központként a Komárom- Párkány tengelyen lévő iskolák számára nyújt élményszerű környezetismereti bemutatókat,
- idegenforgalmi szolgáltató központként nonprofit jelleggel pihenőhelyet, kerékpáros szervizpontot, étkezési lehetőséget és pihenőpontot biztosít a kerékpáros- és vízi turistáknak
- túrapontként a környékbeli aktív túrák kiinduló bázisa
- Falumustra és természetismereti programokat biztosít
- Interaktív falon, illetve VR eszközökön bemutatja a Duna élővilágát önálló attrakcióként
- rendezvényhelyszínt biztosít

## Linkek
A Danubium, a dunai élménypont honlapja: https://www.danubium.sk